# Tetiana Oustioujanina
Tetiana Illivna Oustioujanina (ukrainien : Тетяна Іллівна Устюжаніна), née le 6 mai 1965 à Jdanov (RSS d'Ukraine), est une ancienne rameuse soviétique puis ukrainienne. Elle est médaillée de bronze aux Jeux de 1992.

## Carrière
Aux Jeux de 1992, Tetiana Oustioujanina remporte la médaille de bronze en quatre de couple pour l'Équipe unifiée.

## Palmarès

### Jeux olympiques
- Jeux olympiques d'été de 1992 à Barcelone ( Espagne) :
  -  médaille de bronze en quatre de couple

### Championnats du monde
- Championnats du monde 1994 à Indianapolis ( États-Unis) :
  -  médaille de bronze en quatre de couple
- Championnats du monde 1991 à Vienne ( Autriche) :
  -  médaille d'argent en quatre de couple
- Championnats du monde 1990 à Tasmanie ( Australie) :
  -  médaille d'argent en deux de couple